# 13e Section
13e Section est un groupe de punk rock français, originaire de Juvisy-sur-Orge, dans l'Essonne. Leur punk rock est avec des influences oi! et ska.

## Biographie
13e Section est formé en mai 1983 à Morsang-Sur-Orge, dans l'Essonne. L'année suivante, en 1984, le groupe publie une cassette audio auto-produite intitulée Sex, Beer and Noise. Il se fait connaitre pour la chanson Valstar Superstar. Le groupe se sépare en 1987.

## Membres
- Popof - chant (futur chanteur de Working Class Cirrhose)
- Eric - guitare (futur Guadalcanal et La Storia, puis Marquee)
- Kristof - basse (futur groupe Skunk et L'Opium du peuple)
- Montos - batterie (futur Guadalcanal puis Marquee).

## Discographie

### Rééditions
- Valstar superstar in Les génies du rock - rock Français, Compilation CD, Éditions Atlas - RK CD 514, 1995.
- Valstar superstar in Punk riot, Compilation 4xCD, BMG / Sony music, Collection Trésors, 2004.
- Valstar superstar in Punk en France, Compilation 4xCD, F.G.L. / Remedy records - REM 230422, 2003 et Compilation 1xCD, F.G.L. / Remedy records - REM 050228, 2005.
- Valstar superstar in France profonde vol 1 et 2, Compilation CD, Rescator records / Mantra - COM6030, 1989; "France profonde vol 1", Compilation CD, Warner - 5101149742, 2006.
- 13ème Section 1983-1987 Paris Banlieue Sud, 33t. Vinyl, Do Or Die Records / Bourre Pif Records, 2017.